# Aegerten
Aegerten là một đô thị ở huyện Nidau thuộc bang Berne ở Thụy Sĩ. Đô thị này có diện tích 2,1 km², dân số năm 2005 là 1650 người.
Aegerten có 90,92% dân nói tiếng Đức, 4,21 nói tiếng Pháp.